# Jiangdu
Jiangdu, tidigare känt som Kiangtu, är ett stadsdistrikt i Yangzhou i Jiangsu-provinsen i östra Kina.